# American Zeitgeist
American Zeitgeist – amerykański pełnometrażowy film dokumentalny Roba McGanna z 2006, traktujący o wojnie z terroryzmem w latach 1979-2006. Na dokument składa się ponad 40 wywiadów z takimi ekspertami ds. terroryzmu, amerykańskiej polityce zagranicznej, islamu i sytuacji na Bliskim Wschodzie, jak m.in. Tariq Ali, Noam Chomsky, David Frum, Christopher Hitchens, Craig Unger i inni.